# Чорномаз Богдан Данилович
Богдан Данилович Чорномаз (9 лютого 1948 р., с. Стегниківці, Тернопільський район, Тернопільська область, УРСР — 5 квітня 2021 р., м. Умань, Черкаська область) — український історик, радянський дисидент і в'язень сумління, громадський діяч. Кандидат історичних наук, почесний громадянин міста Умань.

## Життєпис
З 1966 р. проживав у Умань, Черкаська область. Був знайомий з відомою діячкою національно-визвольного руху, дисиденткою Надія Суровцева.
Під час навчання у Уманський сільськогосподарський інститут активно займався спортом, брав участь у студентських змаганнях.
Проходив строкову службу у радіо-технічних військах на Далекий Схід.
Під час навчання займався поширенням дисидентського самвидаву, брав участь у роботі дискусійного клубу у м. Умань.
У 1972 р. за два дні до весілля з Тетяною Литвиненко, був заарештований і засуджений до 3 років таборів суворого режиму Строк відбув повністю у Кучинській зоні № 36, так звана «Зона смерті». у якій були замучені українські патріоти, серед яких поет Василь Стус. Реабілітований у 1991 р. З Тетяною Олександрівною одружилися вже в ув'язненні. Під час перебування у пермському таборі мав дружні стосунки з українськими, литовськими, єврейськими в'язнями сумління. Там познайомився з групою політв'язнів серед яких були Левко Лук'яненко, Євген Сверстюк.
Після повернення з заслання був обмежений не тільки в навчанні у виші, а й у новому вступі до нього.
У 1996 р. закінчив заочно історичний факультет Львівський національний університет ім. Івана Франка. У 2005 р. захистив кандидатську дисертацію на тему: «Національно-патріотичне підпілля Уманщини у Другій світовій війні (військово-політичний аспект)», захист дисертації проходив на кафедра військової історії України Національний університет «Львівська політехніка»
Працював доцентом кафедри історія України Уманський державний педагогічний університет ім. Павла Тичини.
Дружина: громадська діячка Тетяна Олександрівна Чорномаз.
Син: Чорномаз Роман Богданович (1976—2023) — журналіст, громадський діяч, учасник російсько-української війни.

## Політична діяльність
У 1988 р. — подружжя Богдан та Тетяна Чорномаз створили в Умань філію Українська Гельсінська Спілка. Згодом за їх ініціативою було створено Народний рух України, Українська Республіканська партія в м. Умань. За свою політичну діяльність неодноразово піддавався нападам та побиттю своїми супротивниками.
Богдан Чорномаз засновник багатьох національно-демократичних організацій Уманщини: Народознавче товариство «Берегиня», «Меморіал», «Просвіта», УГС та інші. Був координатором референдуму за незалежність України в Черкаській області.
Перший Голова «Уманського краєвого РУХу», пізніше перший голова Черкаський обласний рух, Народний РУХ в Умані утворився значно раніше ніж в Черкаси. Чорномаз Богдан заснував і випуск першої самвидавчої газети в Умані «Червона калина» (перші випуски друкувалися в Литва, в «Саюдіс»).
Був ініціатором питання про будівництво в Умані пам'ятника Іван Гонта і Максим Залізняк.
Був депутатом Уманська міська рада, де займався перейменуванням вулиць (голова комісії).
Один з ініціаторів створення та очільників ВО «Свобода» на Уманщині.

## Наукова діяльність
Сфера наукових інтересів та досліджень: національно-визвольний рух у Центральній Україні в період комуністичного режиму.
З 2005 по 2017 р. видав понад 50 наукових публікацій і понад 10 книг на державо-творчу тематику.
Основні публікації
- Чорномаз Б. Діяльність національно-патріотичного підпілля на Уманщині у 1941-1945-х роках. — Умань. Уманське видавничо-поліграфічне підприємство. 2002. — 401 с.
- Чорномаз Б. Опір радянській владі на Уманщині (друга половина ХХ ст.) — Умань. Уманське видавничо-поліграфічне підприємство 2011. — 308 с.
- Чорномаз Б. Український національний менталітет — остання барикада. — К. : Видавець ТОВ «Талком». 2014. — 634 с.
- Б. Чорномаз Гайдамацькі повстання XVIII ст. і правда історії. — Умань. Уманське видавничо-поліграфічне підприємство 2009. — 139 с.
- Чорномаз Б. Народні скаби. // Альманах. (щорічник) — 2016. — Нью-Йорк Almanach 2016 H — Р. 6 — 24.